# Federația Română de Cricket
Federația Română de Cricket (FRC) este organismul de conducere a crichetului din România. Înființată în anul 1930, este membră a Comitetului Olimpic Român (COSR). 

## Istoric
Cricketul a fost jucat în România între 1893 și 1930, după care a urmat o scădere a practicării ce a dus la stingerea acestui fenomen. În ultimii ani jocul a început să crească din nou, în special în București, Timișoara și Cluj-Napoca. A fost introdus oficial în anul 2006, cand un grup de pasionați, inițial compus din doi englezi și un australian, a fondat în Bucuresti, Clubul de Cricket Transilvania (Transylvania Cricket Club - TCC), iar în iunie 2009 s-a înființat Consiliul Român de Cricket având ca marcă înregistrată Cricket Romania sub supervizarea lui Gabriel Marin.
În 2014 se naște Federația Română de Cricket. 

## Vezi și
- Sportul în România

## Legături externe
- Site web oficial
- Federația Română de Cricket pe Facebook